# 布鲁诺·布鲁因斯
布鲁诺·约翰内斯·布鲁因斯（荷蘭語：Bruno Johannes Bruins，1963年7月10日—），男，荷兰王国政治人物，曾任荷兰医疗护理大臣。